# NGC 2138
NGC 2138 је расејано звездано јато у сазвежђу Златна риба које се налази на NGC листи објеката дубоког неба.
Деклинација објекта је - 65° 50' 7" а ректасцензија 5h 54m 48,8s. Привидна величина (магнитуда) објекта NGC 2138 износи 13,8 а фотографска магнитуда 14,0. NGC 2138 је још познат и под ознакама ESO 86-SC40.